# Callianthemum hondoense
Callianthemum hondoense là một loài thực vật có hoa trong họ Mao lương. Loài này được Nakai & Hara mô tả khoa học đầu tiên năm 1934.

## Hình ảnh

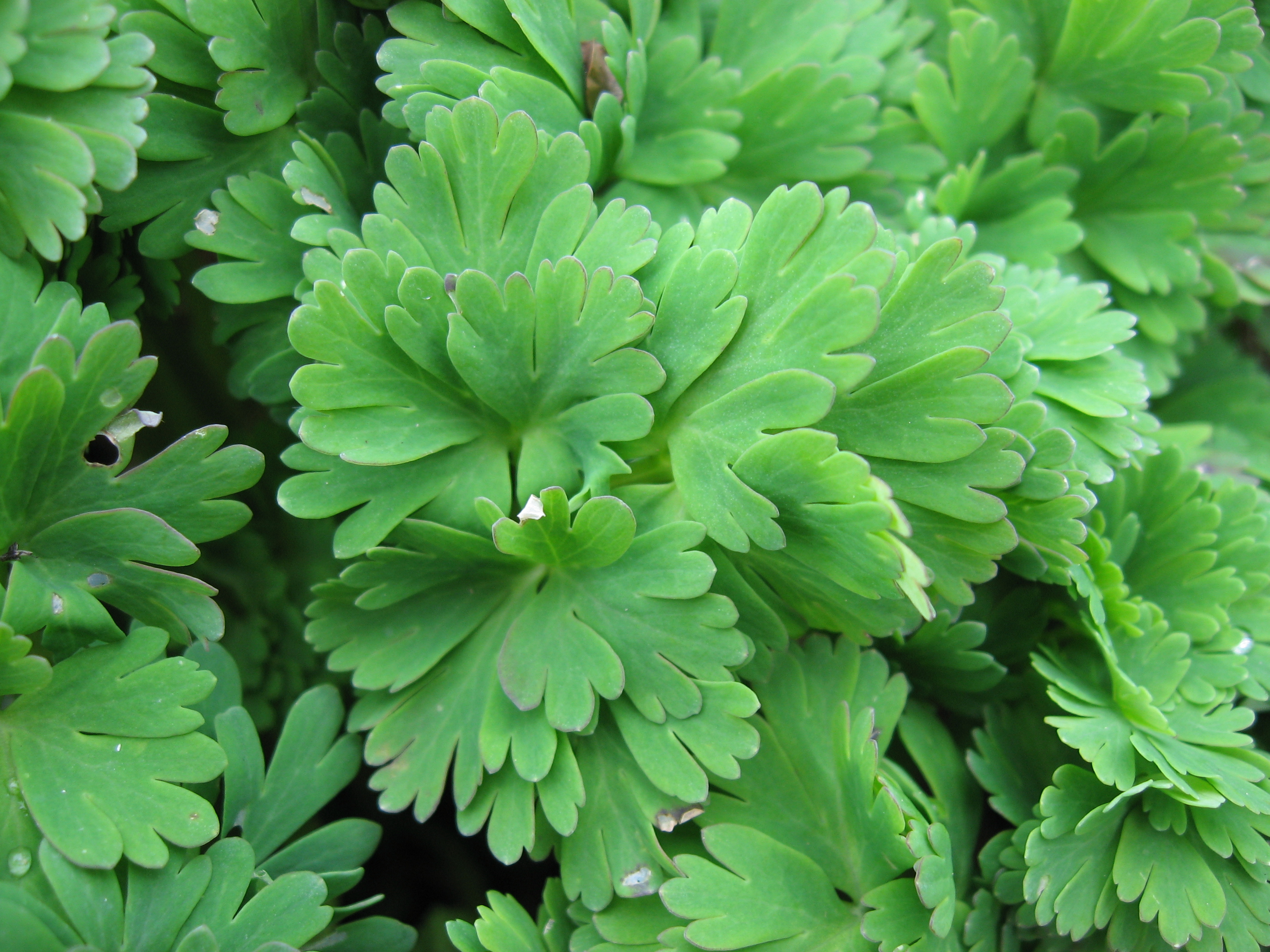
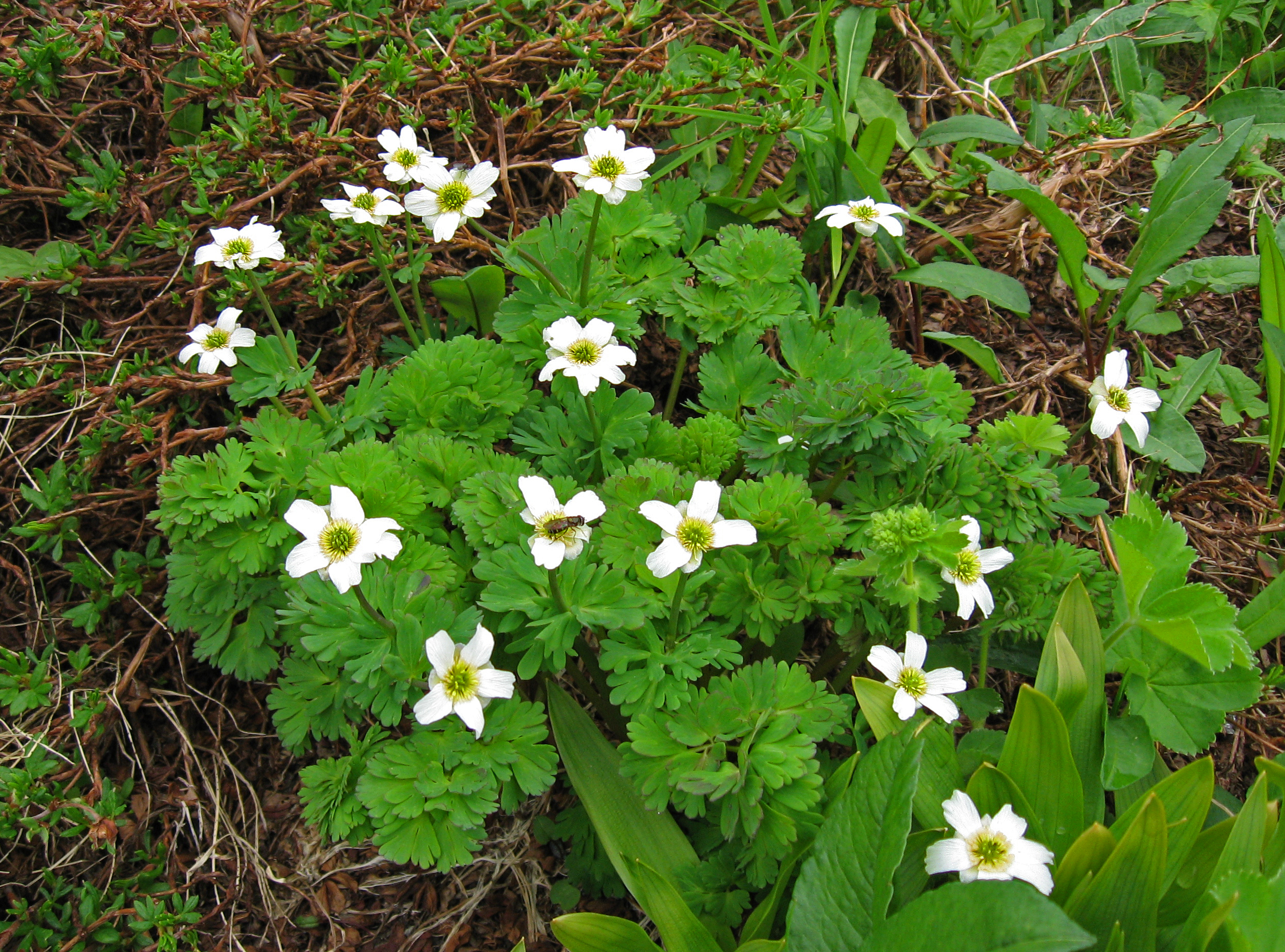
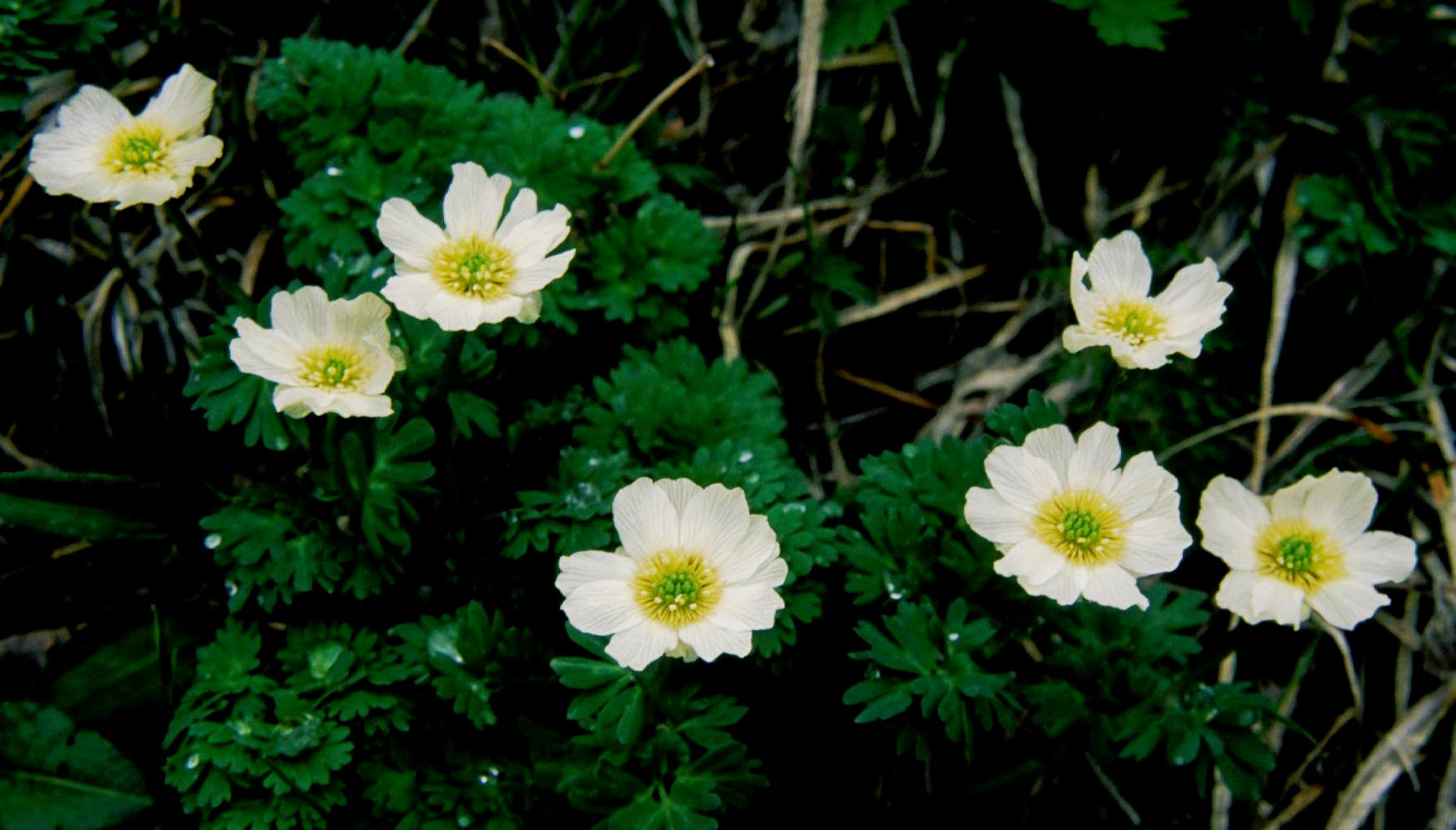
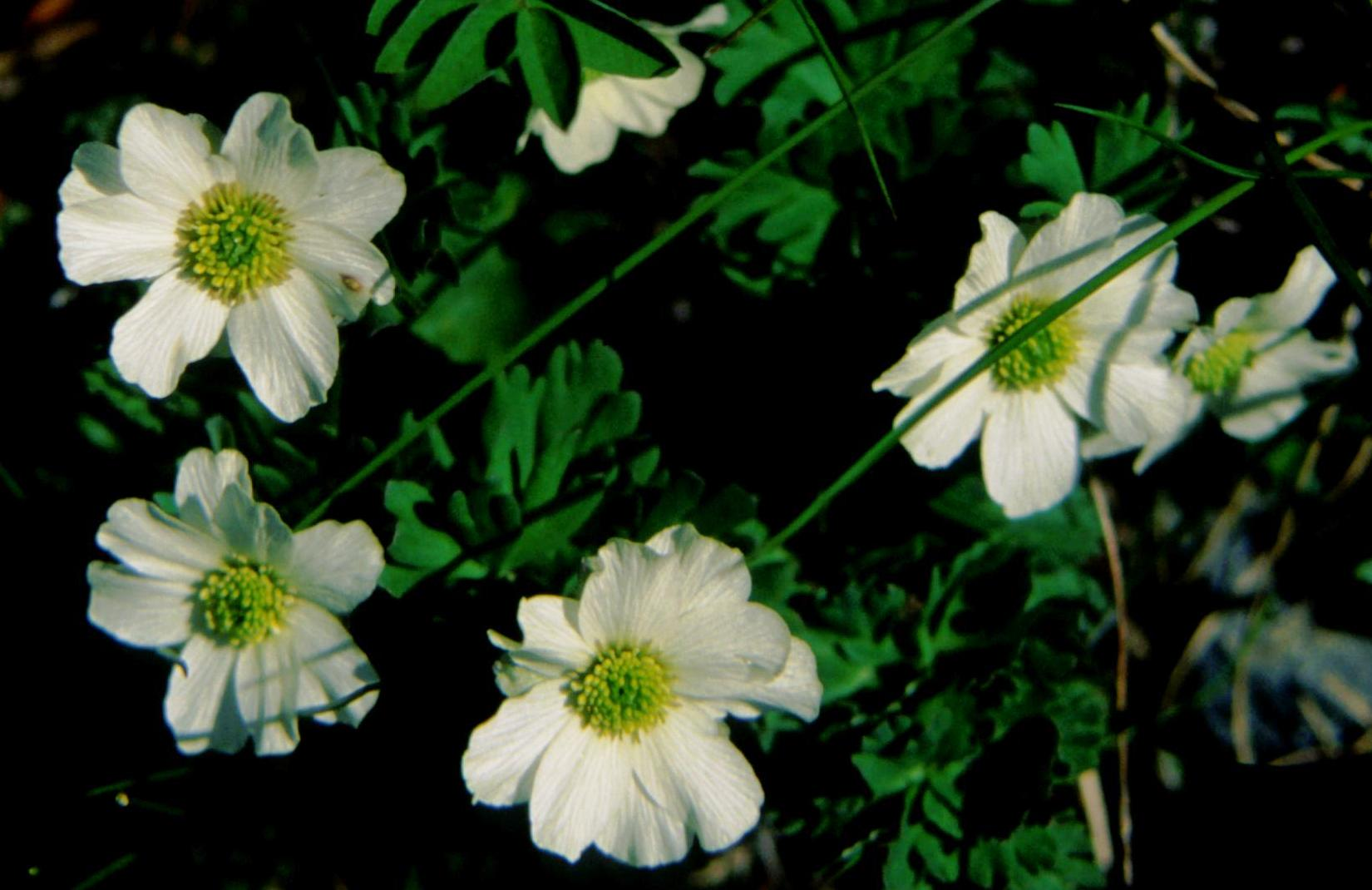